# Deckungsgrad
Als Deckungsgrad (Dominanz) bezeichnet man den Anteil einer mit einem bestimmten Merkmal gekennzeichneten Teilmenge an einer Gesamtmenge. Man spricht von einem hohen (bzw. niedrigen) Deckungsgrad, wenn z. B. eine Maßnahme einen großen Anteil (bzw. kleinen Anteil) an einer Zielmenge erreicht hat.

## Beispiele
- „Bei der Versorgung der Bevölkerung mit Mobiltelefonen wurde ein Deckungsgrad von 30 % erreicht“ bedeutet, dass im Durchschnitt 30 von 100 Personen ein Mobiltelefon besitzen.
- Anteil erkannter Fehler bei einer Untersuchungsmethode oder der Grad der Refinanzierung der Kosten durch einen Gewinn.
- Anteil der von den Individuen einer Pflanzenart besetzten Fläche je Flächeneinheit, siehe Pflanzensoziologische Vegetationsaufnahme.
- Bei der Bilanzkennzahl Anlagendeckungsgrad: der Anteil des Eigenkapitals am Anlagevermögen.
- Druckwesen: Anteil bedruckter Fläche zur Gesamtfläche des Papiers, siehe Druckleistung.
- Bei Pensionskassen gibt der Pensionskassen-Deckungsgrad darüber Auskunft, zu wie viel Prozent die Verpflichtungen einer Vorsorgeeinrichtung mit Vermögenswerten gedeckt sind.